# Māṇḍūkya Upaniṣad
La Māṇḍūkya Upaniṣad è una Upaniṣad appartenente all'Atharvaveda. Il nome deriverebbe dal fatto di essere stata rivelata dal dio Varuṇa in forma di rana (maṇḍūka).

## Generalità
Sebbene molto breve, questa Upaniṣad presenta una delle teorie principali della filosofia indiana, la teoria degli stati molteplici dell'essere, stati che sono sia del Brahman, l'Assoluto, che dell'essere umano, e che trovano la loro simbolizzazione nel praṇava (o oṃkāra), ossia il mantra Oṃ.
Tradizionalmente si considera facente parte della Upaniṣad anche una parte del commento (il primo capitolo) che il filosofo indiano Gauḍapāda (VIII secolo d.C.) scrisse sull'opera, la Gauḍapādakārikā, per cui questo corpo unico risulta costituito dai 12 sūtra della Māṇḍūkya Upaniṣad propriamente detta, più 29 kārikā di Gauḍapāda. L'opera è così anche nota col nome di Māṇḍūkyakārikā.

## Suddivisione e contenuti
La Māṇḍūkya Upaniṣad è usualmente suddivisa in quattro parti:
parte I: sūtra 1-6 (kārikā 1-9), ove si parla dei primi tre stati del Brahman
parte II: sūtra 7 (kārikā 10-18), ove si parla del quarto stato
parte III: sūtra 8-11 (kārikā 19-23), ove si parla dell'oṃkāra
parte IV: sūtra 12 (kārikā 24-29), ove si torna sul quarto stato in relazione all'ātman.
Alcune edizioni non prevedono la suddivisione in parti: in queste si ha soltanto l'indicazione del sūtra (da 1 a 12), e della kārikā (da 1 a 29)

## I temi

### I quattro stati dell'essere
(Māṇḍūkya Upaniṣad I-1, traduzione di Rapahel, 2010, Op. cit.)
Il divenire, con la successione temporale passato-presente-futuro, è rappresentato dalla sillaba Oṃ, ma anche ciò che trascende il divenire è ancora Oṃ. Come questo mantra sillabico possa contemporaneamente rappresentare l'esistente e l'essere, verrà spiegato nella III parte. Di seguito la upaniṣad sancisce invece l'identità Brahman-ātman:
(Māṇḍūkya Upaniṣad I-2, traduzione di Rapahel, 2010, Op. cit.)
La upaniṣad prosegue quindi spiegando che nell'individuo questo ātman si presenta concretizzandosi in quattro parti (catuṣpāt, "quattro piedi"), rappresentando nel contempo, i livelli della gnosi. Esse sono:
1. Vaiśvānara: la cui sede si trova nello stato di veglia (jāgarita-sthāna: in cui si ha conoscenza degli oggetti esterni)
2. Taijasa: la cui sede si trova nello stato di sonno con sogni (svapna ("sogno"): in cui si ha conoscenza degli oggetti interni)
3. Prājña: la cui sede si trova nello stato di sonno profondo (suṣpita: in cui la conoscenza è sperimentata come beatitudine)
4. Turīya: al di fuori di ogni sede, perché totale trascendenza (simbolo, sintesi e superamento dei tre stati), il quarto stato (cathurta ("quarto"), ("quarto" o anche "che consiste di quattro parti")[3]: conoscenza-non conoscenza)

Più che stati dell'individuo, questi sono stati, e stadi, della sua coscienza: e mentre passando dal primo all'ultimo la consapevolezza del mondo fenomenico diminuisce, l'ātman prende coscienza di sé come Assoluto.

### Ladiscesadel Brahman
I quattro stati del singolo sono, come lascia intuire il secondo sūtra, anche stati del Brahman, sussistendo l'identità brahman-ātman:
(Pio Filippani-Ronconi, 2007, Op. cit.)
Va osservato che la upaniṣad non spiega né perché né come ciò avvenga, né tanto meno māyā è termine che compaia nei sūtra. È Gauḍapāda, il cui commento è ben posteriore alla stesura della upaniṣad, che fornisce l'interpretazione in questi termini, utilizzando altri anche altri vocaboli che sono tipici dell'Advaita Vedānta, del quale fu un precursore, nonché del Sāṃkhya e dello Yoga:
(Gauḍapādakārikā, I-6, traduzione di Raphael, 2010, Op. cit.)
Dunque l'individuo, perché possa tornare al brahman, deve percorrere in senso inverso gli stadi coi quali il brahman stesso si è concretizzato. Così lo studioso Raphael:
(Raphael, 2010, Op. cit.)

### Il quarto stato
L'ultimo stato è quello nel quale cessa ogni dualità, per cui di esso non si può dire né che è conoscenza né che è non-conoscenza: il quarto stato è uno stato indifferenziato nel quale il mutare tipico del mondo esperibile trova finalmente pace; è al di là del tempo e dello spazio; è ātman; è brahman nirguṇa (il brahman senza attributi, senza qualità), è "calma assoluta" (śiva); il solo che abbia realtà, che sia senza agire.

### Oṃ

Il simbolo calligrafico in caratteri devanāgarī dellOṃ deriva dalla legatura delle lettere ओ, la "O" lunga, risultato della contrazione delle lettere "A" e "U"; e ँ, la "M" nasalizzata, dove la nasalizzazione è indicata dal chandrabindu (lett.: "luna-punto"), la falce di luna col punto sopra. La nasalizzazione indica il prolungarsi del suono e quindi il quarto stato, mentre i primi tre sono ricordati dal simbolo sotto il chandrabindu.

La Māṇḍūkya Upaniṣad propone un metodo per accedere al quarto stato: la recitazione consapevole del mantra Oṃ.
Questo Oṃ può essere inteso come composto ("con misure", mātrā: vedi il sūtra III-8), oppure non composto ("senza misura", amātrā: vedi l'ultimo sūtra, il IV-12). Le misure corrispondono alle tre lettere "A", "U", "M", la cui corretta pronuncia dà come suono l'Oṃ. Questo suono, inteso come unico, monosillabico, senza parti, non misurabile, è il quarto stato. E così Gauḍapāda commenta l'ultimo sūtra:
(Gauḍapādakārikā, IV-29, traduzione di Filippani Ronconi, 2007, Op. cit.)
Le tre lettere sono simboli sonori dei primi tre stati, come spiegano i sūtra III-8:11, per cui si ha la seguente corrispondenza:
1. lettera A: stato di veglia
2. lettera U: stato di sonno con sogni
3. lettera M: stato di sonno profondo
4. suono Oṃ: quarto stato